# Domus Medica (gebouw)

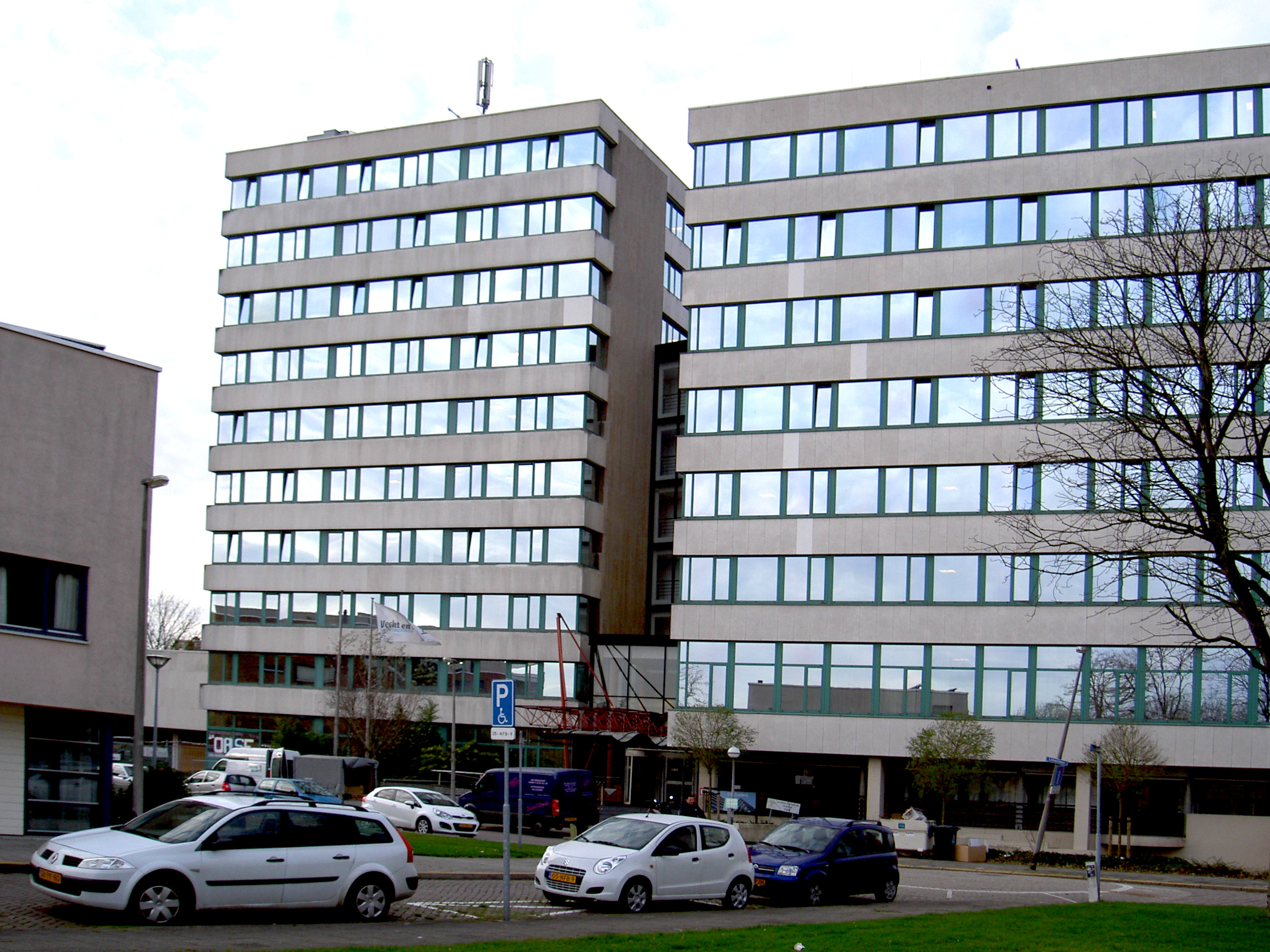
Voormalige Domus Medica (tot 2007), aan de Lomanlaan 103 te Utrecht

De Domus Medica is een verzamelkantoorgebouw in Utrecht, voor zo'n 35 (para)medische organisaties in Nederland. Daarnaast is het ook een congres- en vergadercentrum.
Het gebouw is opgeleverd en in gebruik genomen in 2007. Voor die tijd was de Domus Medica gevestigd aan de Lomanlaan in de wijk Transwijk. Dit pand is inmiddels gesloopt.

## Beschrijving
Het pand staat in Papendorp, een kantorenbuurt aan de rand van de Utrechtse wijk Leidsche Rijn. De vorm is die van een poort, het is de symbolische toegang tot het kantorengebied. Het gebouw huisvest organisaties die actief zijn in de zorgsector. In het gebouw zetelt de overkoepelende artsenfederatie KNMG (Koninklijke Nederlandsche Maatschappij tot bevordering der Geneeskunst) met de leden Landelijke Huisartsen Vereniging (LHV), Federatie Medisch Specialisten, Landelijke vereniging van artsen in dienstverband (LAD), Nederlandse Vereniging voor Verzekeringsgeneeskunde en De Geneeskundestudent. Ook het Nederlands Huisartsen Genootschap (NHG) en andere medische beroepsverenigingen zijn hier gevestigd.